# Holotrichia sulana
Holotrichia sulana är en skalbaggsart som beskrevs av Moser 1912. Holotrichia sulana ingår i släktet Holotrichia och familjen Melolonthidae. Inga underarter finns listade i Catalogue of Life.